# Meravigliosamente (Mauro Nardi)
Meravigliosamente è un album del cantante italiano Mauro Nardi del 1996 contenente 10 brani in lingua napoletana.

## Tracce
1. Duje nnammurate e nu telefono – 3:25 (A. Casaburi - F. Percopo)
2. Dint'o lietto – 3:59 (G. Valentino - R. Esposito)
3. Da me tu che vuo' chiu – 4:05 (Alberto Selly)
4. Chella ca vulevo – 4:14 (A. Casaburi - F. Staco - M. Perna)
5. Guerra e pace – 3:45 (F. Staco - F. Percopo)
6. Che cavero che fa – 3:46 (N. Tortora - A. Borrelli - V. D'Agostino)
7. Separati – 3:35 (A. Casaburi - F. Staco)
8. Miette a ffa 'o ccafe' – 4:08 (A. Casaburi - F. Percopo)
9. Innamorarsi – 4:35 (G. D'Alessio - L. Giuliano - V. D'Agostino)
10. Ma comme fai – 4:27 (A. Borrelli - G. Scuotto)